# 29. Oktober
Der 29. Oktober ist der 302. Tag des gregorianischen Kalenders (der 303. in Schaltjahren), somit bleiben 63 Tage bis zum Jahresende.

## Ereignisse

### Politik und Weltgeschehen
- 1268: Karl I. von Anjou lässt den König von Sizilien, Konradin von Hohenstaufen, in Neapel hinrichten. Damit stirbt das Geschlecht der Staufer aus.
- 1445: Während des Alten Zürichkriegs besiegt in der Seeschlacht bei Männedorf die Zürcher Kriegsflotte die Flotte von Schwyz.

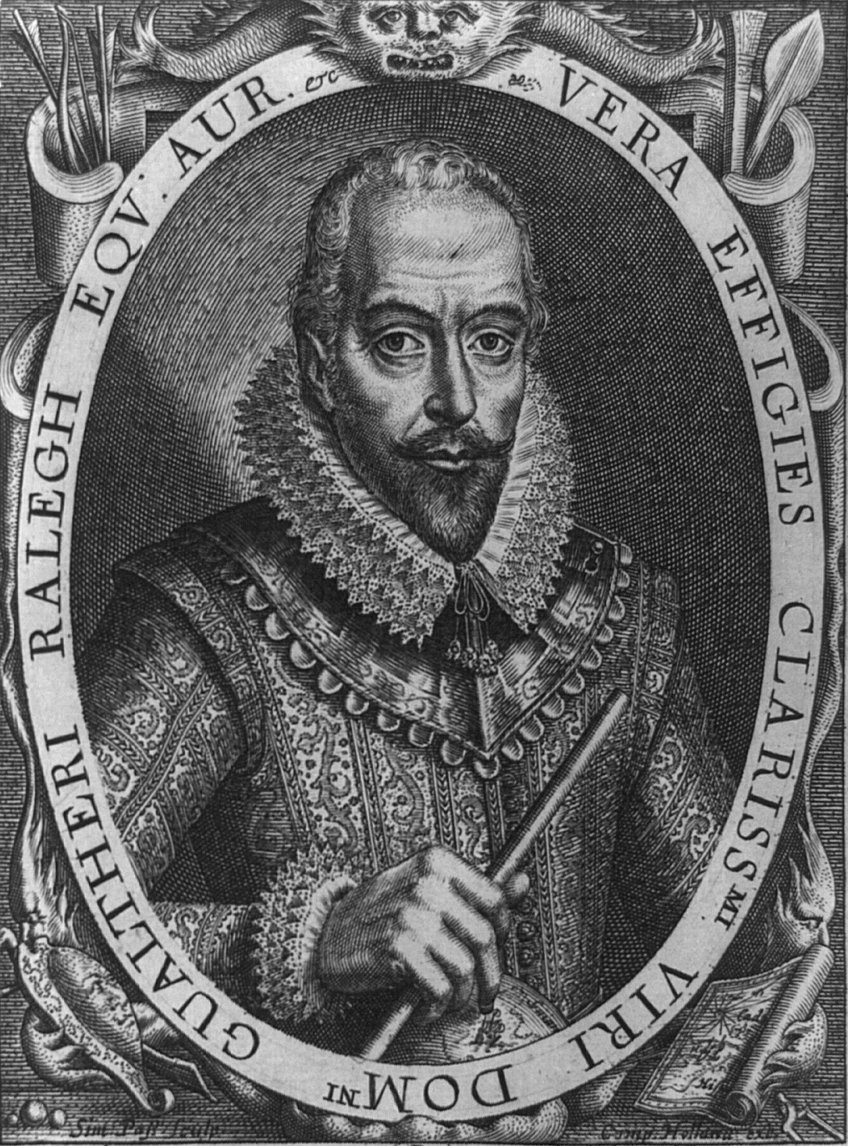
1618: Sir Walter Raleigh

- 1618: Sir Walter Raleigh wird auf Anordnung des englischen Königs Jakob I. auf Grund eines 15 Jahre alten Todesurteils geköpft, als er entgegen seinem Versprechen nicht mit Goldschätzen beladen von seiner letzten Reise zurückkehrt.
- 1665: In der Schlacht von Ambuila siegen die Portugiesen über die Truppen des Königreichs Kongo, womit dessen Zerschlagung und Kolonisierung besiegelt ist.

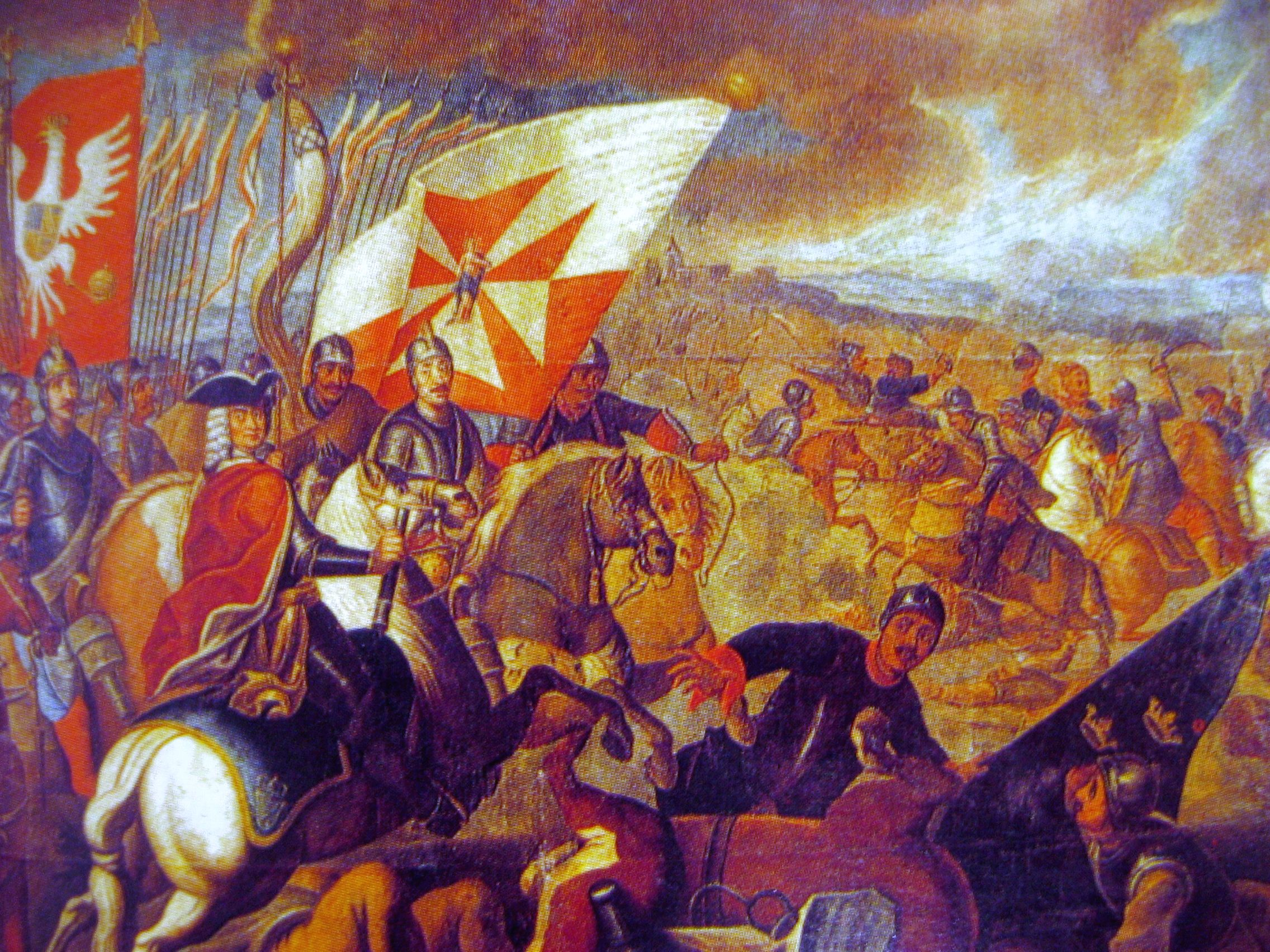
1706: Schlacht bei Kalisch

- 1706: Schwedisch-polnische Truppen erleiden während des Großen Nordischen Kriegs in der Schlacht bei Kalisch eine Niederlage gegen eine sächsisch-russische Streitmacht.
- 1709: Während des Spanischen Erbfolgekriegs sichert Großbritannien im ersten Barrieretraktat den Vereinigten Niederlanden für die Zukunft den Besitz einer Reihe von festen Plätzen in den Spanischen Niederlanden zur Sicherung gegen Frankreich zu.
- 1762: In der Schlacht bei Freiberg im Kurfürstentum Sachsen, dem letzten Waffengang im Siebenjährigen Krieg, besiegen die Preußen unter Heinrich von Preußen die Österreicher.
- 1836: Charles Louis Napoléon Bonaparte, der Neffe Napoleon Bonapartes, unternimmt in Straßburg einen erfolglosen Putschversuch.
- 1863: Auf einer internationalen Konferenz in Genf werden unter anderem Resolutionen zur Gründung nationaler Hilfsgesellschaften für Kriegsverwundete und die Einführung eines Kenn- und Schutzzeichens in Form einer weißen Armbinde mit rotem Kreuz beschlossen.
- 1873: Im Königreich Sachsen übernimmt König Albert nach dem Tod seines Vaters Johann die Regentschaft.

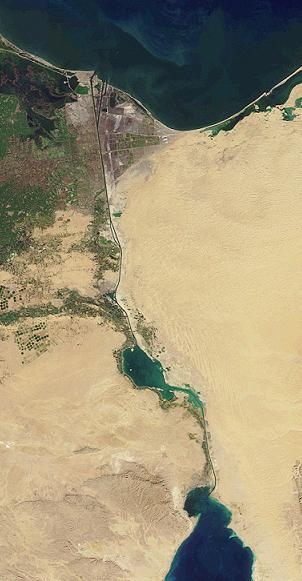
1888: Suezkanal

- 1888: In Konstantinopel wird eine Konvention unterzeichnet, die den Suezkanal zur internationalen Wasserstraße erklärt.
- 1888: Aus ungeklärter Ursache entgleist bei Borki südlich von Charkow der Zug des Zaren Alexander III. auf der Rückfahrt aus dem Kaukasus nach St. Petersburg. Die kaiserliche Familie bleibt beim Eisenbahnunglück unverletzt.
- 1894: Kaiser  Wilhelm II. beruft den 75-jährigen Chlodwig zu Hohenlohe-Schillingsfürst als Nachfolger des über die Umsturzvorlage gestürzten Leo von Caprivi zum Reichskanzler und preußischen Ministerpräsidenten.
- 1911: Im Reichsland Elsaß-Lothringen finden die Nachwahlen zum neu eingerichteten Landtag statt. Gewinner der Landtagswahl ist in erster Linie das Zentrum.
- 1912: Während des Ersten Balkankriegs beginnt die Schlacht von Lüleburgaz.
- 1914: Deutsche Kriegsschiffe unter Admiral Wilhelm Souchon, die unter osmanischen Oberbefehl getreten sind und die osmanische Flagge führen, bombardieren die Schwarzmeerküste Russlands; das Zarenreich erklärt daraufhin einige Tage später dem Osmanischen Reich den Krieg im Rahmen des Ersten Weltkrieges.
- 1918: Die Abspaltung der südslawischen Länder von Österreich-Ungarn stellt den ersten Schritt zur Gründung Jugoslawiens dar.
- 1918: Die Matrosen der beiden deutschen Kriegsschiffe Thüringen und Helgoland weigern sich, dem Flottenbefehl vom 24. Oktober 1918 Folge zu leisten und zu einer letzten Schlacht gegen die Royal Navy auszulaufen. Zwar kann die Meuterei unterdrückt werden, doch der Plan einer Entscheidungsschlacht im Ersten Weltkrieg wird fallengelassen.

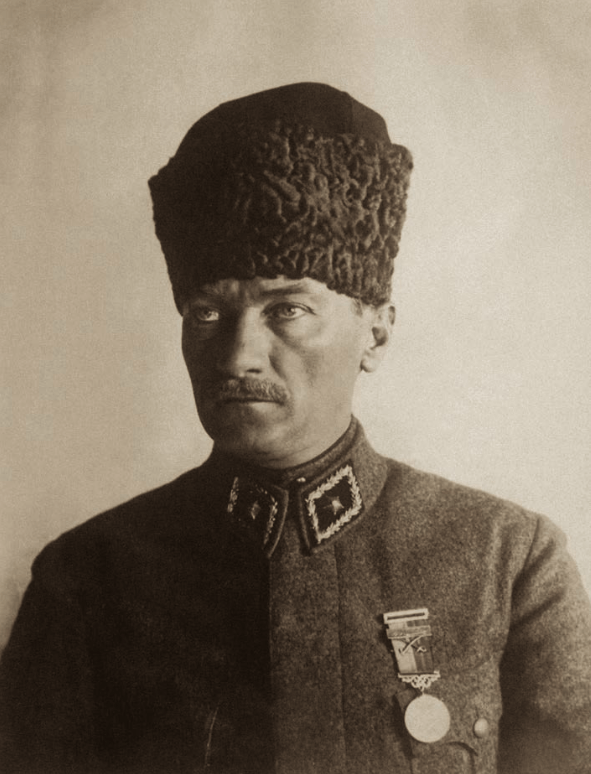
1923: Mustafa Kemal Atatürk

- 1923: Mustafa Kemal Atatürk ruft die Republik Türkei aus und verlegt deren Hauptstadt nach Ankara. Der 29. Oktober Tag der Republik (Cumhuriyet Bayramı) ist der wichtigste Nationalfeiertag in der Türkei. Die Feierlichkeiten beginnen ab 13 Uhr am 28. Oktober.
- 1923: „Deutscher Oktober“: Wegen der Bildung einer Landesregierung unter Teilnahme von Kommunisten wird Sachsens Ministerpräsident Erich Zeigner per Reichsexekution abgesetzt und Rudolf Heinze als Reichskommissar eingesetzt.
- 1933: José Antonio Primo de Rivera gründet in Spanien die antiliberale und nationalistische Bewegung Falange Española.
- 1937: 160 Repräsentanten der belarussischen literarischen und wissenschaftlichen Elite werden vom NKWD erschossen.
- 1950: Durch den Tod König Gustavs V. wird sein Sohn Gustav VI. Adolf neues Staatsoberhaupt in Schweden.
- 1956: In der Suezkrise greifen israelische Truppen ägyptische Stellungen auf der Sinai-Halbinsel an und marschieren Richtung Suezkanal.
- 1956: Tanger, das seit 1923 einen internationalen Status hat, wird wieder an das seit März unabhängige Marokko angegliedert.
- 1972: Palästinensische Terroristen entführen die Maschine des Lufthansa-Fluges 615, um drei palästinensische Attentäter der Olympischen Sommerspiele 1972 freizupressen.
- 1976: Erich Honecker wird von der Volkskammer der DDR zum Staatsratsvorsitzenden gewählt.
- 1994: Am Potsdamer Platz in Berlin beginnen die Bauarbeiten für das Quartier Daimler und damit für einen neuen Berliner Stadtteil.
- 1998: In Südafrika präsentiert die Wahrheits- und Versöhnungskommission ihren Abschlussbericht über die Zeit der Apartheid.
- 2000: In Kirgisistan wird Askar Akajew erneut als Staatspräsident bestätigt, die Wahlen sind jedoch von massiven Unregelmäßigkeiten gekennzeichnet.
- 2002: Aufgrund der Schwierigkeiten bei der Präsidentschaftswahl 2000 wird in den USA der Help America Vote Act beschlossen. Damit wird unter anderem ein Wählerverzeichnis auf Bundesebene eingeführt.
- 2004: Norodom Sihamoni wird als Nachfolger seines zurückgetretenen Vaters Norodom Sihanouk zum König von Kambodscha gekrönt.
- 2004: Die Europäische Verfassung wird in Rom unterzeichnet.
- 2006: Bei den Präsidentschaftswahlen in Brasilien wird der Amtsinhaber Luiz Inácio Lula da Silva mit über 60 % der Stimmen in seinem Amt bestätigt.

### Wirtschaft
- 1838: Die Bahnstrecke der Berlin-Potsdamer Eisenbahn ist fertiggestellt und wird als erste Eisenbahnlinie Preußens eröffnet.
- 1929: Deutsche Bank und Disconto-Gesellschaft, die zwei größten Kreditinstitute Deutschlands, fusionieren.
- 1929: Fünf Tage nach den ersten Kurseinbrüchen bricht am Schwarzen Dienstag an der New Yorker Börse Panik aus, die die Kurse noch weiter abstürzen lässt. Die Weltwirtschaftskrise beginnt.
- 1990: In Olten nimmt die Alternative Bank Schweiz (ABS) ihren Geschäftsbetrieb auf.
- 2008: Die Bank Hypo Real Estate teilt mit, dass sie über ein Rettungspaket von 50 Milliarden Euro verhandele und als Zwischenlösung aus dem Finanzmarktstabilisierungsfonds 15 Milliarden Euro liquide Mittel beantragt habe.

### Wissenschaft und Technik
- 1923: Der Rundfunk in Deutschland beginnt um 20 Uhr mit einer Unterhaltungssendung der Rundfunkgesellschaft Funk-Stunde AG aus dem Vox-Haus in Berlin-Tiergarten.
- 1929: Die International Association for Bridge and Structural Engineering (Internationale Vereinigung für Brücken- und Hochbau) wird in Wien gegründet.
- 1969: In der University of California in Los Angeles wird die erste Nachricht über zwei weit entfernte Rechner verschickt, und somit das Internet geboren.
- 1969: Auf der Seymour-Insel wird mit der Marambio-Station die größte argentinische Forschungsstation in der Antarktis gegründet.

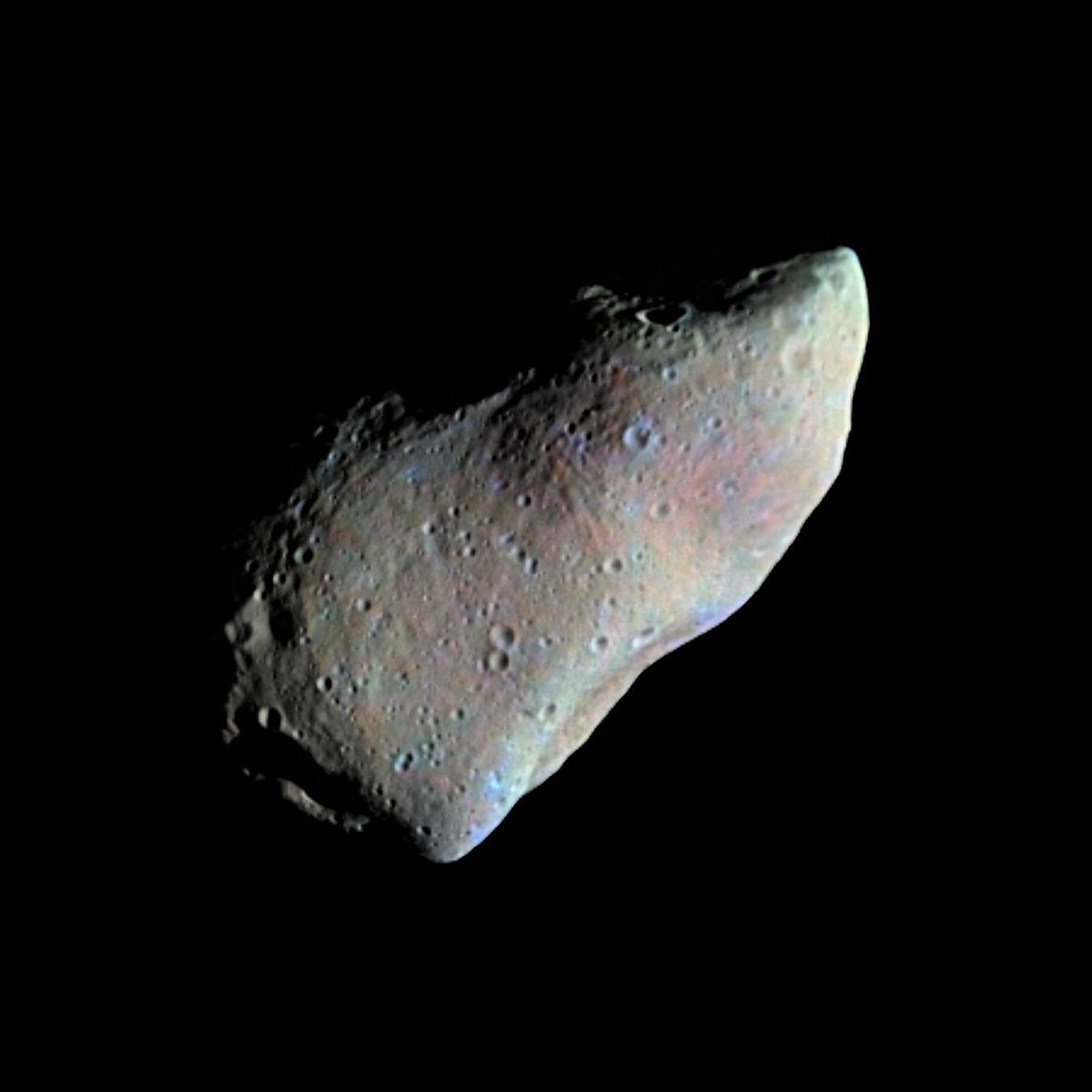
1991: Asteroid Gaspra

- 1991: Die Raumsonde Galileo passiert den Asteroiden Gaspra in einer Entfernung von 16.200 km und vermisst und fotografiert ihn. Es handelt sich um das erste Manöver dieser Art bei einem Asteroiden.
- 1998: John Glenn fliegt 77-jährig mit der Raumfähre Discovery zum zweiten Mal ins All. Weltraummediziner erwarten sich von der Mission STS-95 unter anderem Aufschlüsse über das Altern.
- 2005: Der Airbus A380, das größte Passagierflugzeug der Welt, landet auf dem Frankfurter Flughafen,  um seine Abfertigung zu testen.

### Kultur
- 1786: Die Italienische Reise führt Johann Wolfgang von Goethe zum ersten Mal nach Rom, 'dieser Hauptstadt der Welt'.

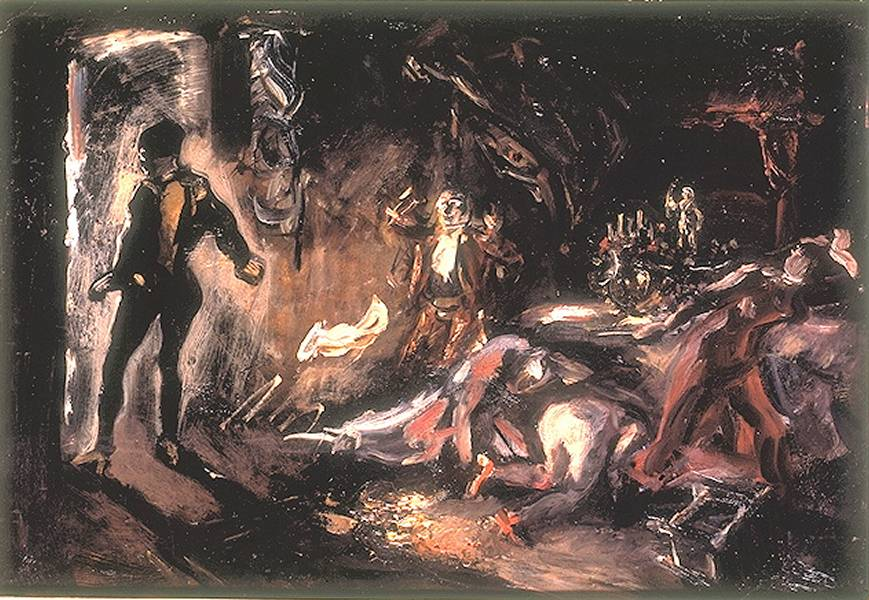
Szene aus Don Giovanni (uraufgeführt 1787)

- 1787: Die Oper Don Giovanni von Wolfgang Amadeus Mozart wird in Prag uraufgeführt.
- 1808: Die Uraufführung der komischen Oper Jadis et aujourd’hui von Rodolphe Kreutzer findet an der Opéra-Comique in Paris statt.
- 1835: Die Uraufführung der Oper The Siege of Rochelle von Michael William Balfe findet im Drury Lane Theatre in London statt.
- 1886: Nach Einweihung der Freiheitsstatue am Vortag kommt es in New York spontan zur ersten Konfettiparade.
- 1887: Die Uraufführung der Operette Die sieben Schwaben von Karl Millöcker findet am Theater an der Wien in Wien statt.
- 1920: In Berlin wird Der Golem, wie er in die Welt kam, Paul Wegeners gefeierter expressionistischer Stummfilm, uraufgeführt.
- 1932: Die Uraufführung der Oper Der Schmied von Gent von Franz Schreker findet an der Deutschen Oper Berlin statt.
- 1946: La belle et la bête: Es war einmal von Jean Cocteau, eine poetische Verfilmung des Märchens Die Schöne und das Biest von Jeanne-Marie Leprince de Beaumont, wird in Frankreich uraufgeführt.
- 1949: Die Oper Die wundersame Schustersfrau von Juan José Castro wird in Montevideo uraufgeführt.
- 1959: In der Erstausgabe des Comic-Magazins Pilote erscheint die erste Folge von Astérix le Gaulois.
- 2000: Die Uraufführung der Oper Bernarda Albas Haus von Aribert Reimann nach dem gleichnamigen Stück von Federico García Lorca findet an der Bayerischen Staatsoper in München statt.

### Gesellschaft
- 1901: Im Staatsgefängnis von Auburn im Bundesstaat New York wird Leon Czolgosz, der Attentäter des US-Präsidenten William McKinley, auf dem elektrischen Stuhl hingerichtet. Im Sarg wird sein Leichnam zusätzlich mit Schwefelsäure übergossen, die den Körper binnen 24 Stunden auflöst.
- 1901: Die US-amerikanische Polizei nimmt die Krankenschwester Jane Toppan fest, nachdem die angeordnete Obduktion von vier Leichen der Familie Davis Tod durch Gift ergeben hat. Toppan erweist sich anschließend als Serienmörderin, die dutzende Male tödliche Injektionen verabreicht hat.

### Religion
- 1187: Die an die weltlichen Herrscher adressierte päpstliche Bulle Audita tremendi enthält den Aufruf von Gregor VIII. zum Dritten Kreuzzug. Der Papst will den Verlust Jerusalems nach der Schlacht bei Hattin nicht hinnehmen.
- 1525: Martin Luther hält in Wittenberg die erste Messe in deutscher Sprache ab.

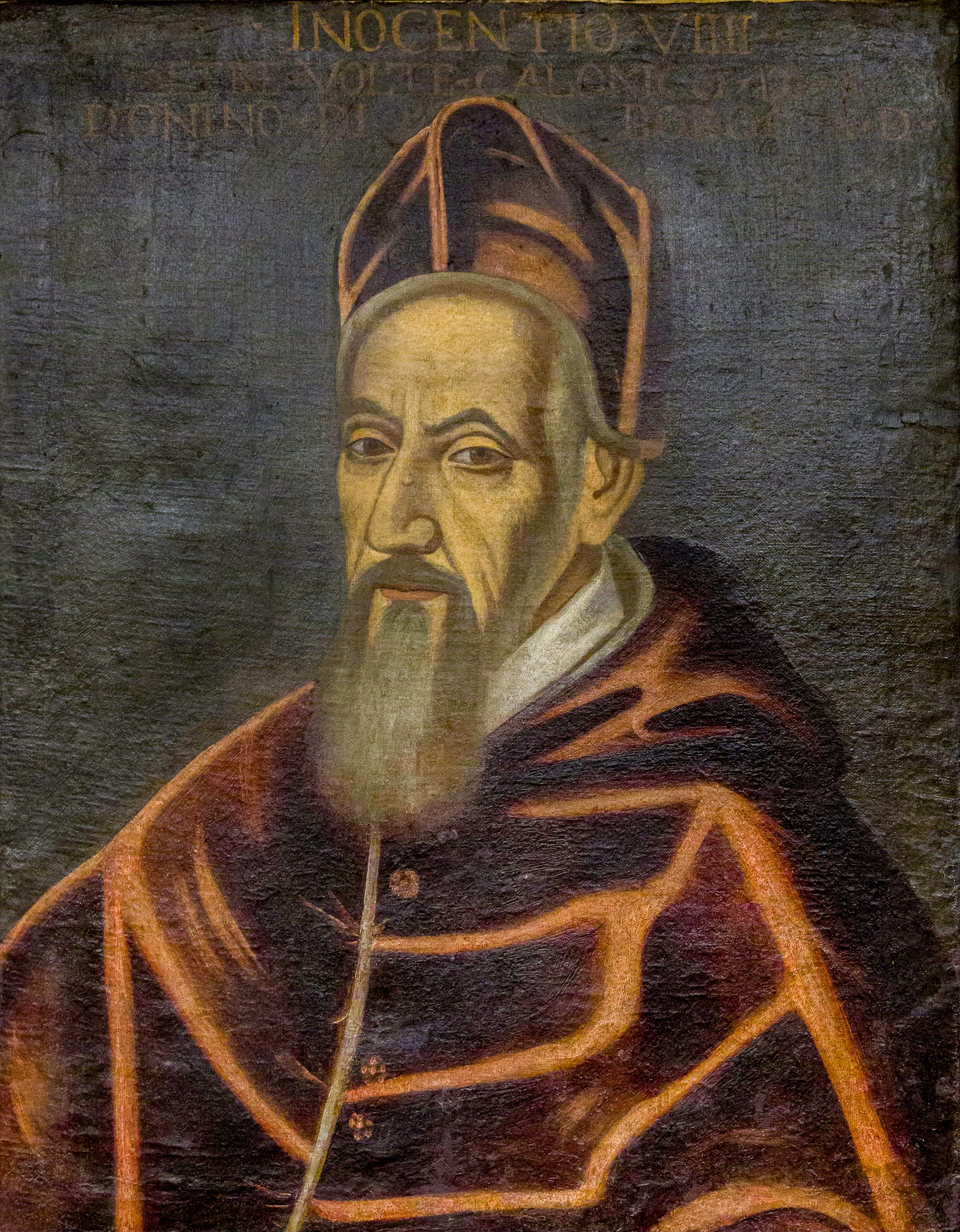
1591: Innozenz IX.

- 1591: Innozenz IX. wird als Nachfolger von Gregor XIV. zum Papst gewählt.

### Katastrophen
- 1867: Vor Salt Island bei den Britischen Jungferninseln sinkt das britische Passagierschiff Rhone in einem schweren Hurrikan. Mindestens 124 Menschen sterben. Die Passagiere waren den damaligen Gepflogenheiten entsprechend an ihre Betten gebunden, um im Sturm nicht herauszufallen.
- 1894: Der neuseeländische Passagierdampfer Wairarapa prallt vor Miners Head an der Great Barrier Island auf ein Riff und sinkt, 121 Passagiere und Besatzungsmitglieder sterben. Es handelt sich um eine der größten Schiffskatastrophen Neuseelands.
- 1900: Bei einer Explosion in einer New Yorker Chemiefabrik kommen fast 200 Menschen ums Leben.
- 1942: Das deutsche U-Boot U 575 versenkt im Nordatlantik das britische Passagierschiff Abosso. 362 Menschen sterben.
- 1955: Das sowjetische Schlachtschiff Noworossijsk wird im Hafen von Sewastopol von einer Explosion erschüttert, die vermutlich auf eine Seemine aus dem Zweiten Weltkrieg zurückzuführen ist, und sinkt. Auf Grund einer Fehleinschätzung des Vizeadmirals kommen bei der Katastrophe 608 Matrosen ums Leben.
- 1999: Ein Zyklon mit Windgeschwindigkeiten von 260 km/h trifft im indischen Bundesstaat Orissa auf das Festland. Er verursacht in der Folge über 10.000 Tote.

Kleinere Unglücksfälle sind in den Unterartikeln von Katastrophe und in der Liste von Katastrophen aufgeführt.

### Sport
- 1910: Nachdem die gesamte Mannschaft aus dem Vienna Cricket and Football-Club ausgetreten ist und einen neuen Verein gegründet hat, wird der Verein Wiener Cricketer im Vereinsregister eingetragen. Bereits im Dezember wird die Führung dieses Namens untersagt und der Name des Vereins in Wiener Amateur SV geändert.
- 1917: Der Berliner Oberturnwart Max Heiser legt die ersten Regeln für den von ihm entwickelten Handballsport fest.

Einträge von Leichtathletik-Weltrekorden befinden sich unter der jeweiligen Disziplin unter Leichtathletik.

## Geboren

### Vor dem 17. Jahrhundert
- 1300: John Grey, 1. Baron Grey of Rotherfield, englischer Adeliger, Militär und Höfling
- 1409: Alessandro Sforza, Herrscher über Pesaro
- 1497: Benedetto Accolti, italienischer Kardinal der katholischen Kirche
- 1504: Shin Saimdang, koreanische Malerin, Kalligraphin und Dichterin
- 1507: Fernando Álvarez de Toledo, Herzog von Alba, spanischer Politiker
- 1513: Jacques Amyot, französischer Kleriker, Humanist, Schriftsteller und Bischof
- 1515: Vincenzo Borghini, italienischer Humanist, Schriftsteller und Kleriker
- 1551: Lazarus I. Henckel von Donnersmarck, Großhändler, Bankier und Bergbauunternehmer
- 1560: Christian I., Kurfürst von Sachsen

### 17. und 18. Jahrhundert
- 1606: Margareta I. von Dassel, Äbtissin im Kloster Medingen
- 1619: Laurentius Blumentrost der Ältere, deutscher Mediziner und Leibarzt des russischen Zaren Alexej
- 1629: Agnes Block, niederländische Mennonitin, Mäzenin und Sammlerin
- 1632: Enno Ludwig, Fürst von Ostfriesland
- 1633: Franz Burmeister, evangelischer Theologe und Dichter
- 1647: Amalia von Degenfeld, Freifrau von Degenfeld
- 1649: Johann Baptist von Garelli Leibarzt von drei Kaisern
- 1674: Eleonore von Dönhoff, brandenburg-preußische Adelige
- 1681: Arthur Middleton, britischer Gouverneur von South Carolina
- 1688: Amalia Pachelbel, deutsche Malerin und Kupferstecherin
- 1689: Johann Christoph Richter, Leipziger Rats- und Handelsherr
- 1690: Martin Folkes, englischer Mathematiker und Numismatiker
- 1693: Christian Gottlieb Buder, deutscher Jurist, Historiker und Bibliothekar
- 1697: George Desmarées, schwedischer Maler französischer Herkunft, gilt als einer der wichtigsten Porträtisten des Rokoko
- 1704: Johann Karl Chotek von Chotkow, böhmisch-österreichischer Hofkanzler
- 1705: Gerhard Friedrich Müller, deutscher Historiker und Sibirien-Forscher
- 1706: Wacław Rzewuski, polnischer Militärführer und Staatsmann
- 1711: Laura Bassi, italienische Philosophin, erste Universitätsprofessorin Europas
- 1722: Christian Ernst von Windheim, deutscher evangelischer Theologe und Orientalist
- 1734: Karl Albrecht von Frisching, Schweizer Politiker
- 1734: Heinrich Leopold von Seherr-Thoß, deutscher Großgrundbesitzer
- 1736: Johann Karl Zeune, deutscher Philologe
- 1738: Philipp Friedrich Welker, deutscher Beamter
- 1740: James Boswell, Biograph von Samuel Johnson
- 1740: Friedrich August, Herzog zu Braunschweig und Lüneburg sowie preußischer General
- 1745: Thomas Lee, US-amerikanischer Politiker, Gouverneur von Maryland
- 1746: Claus Fasting, norwegischer Redakteur, Autor und Kritiker
- 1746: Karl II. August, Herzog von Pfalz-Zweibrücken
- 1748: Daniel Smith, US-amerikanischer Landvermesser und Senator
- 1753: Eleonore Sophie Auguste Thon, deutsche Schriftstellerin (Taufdatum)
- 1754: Franz I., Graf von Erbach
- 1762: André Chénier, französischer  Autor und Lyriker
- 1763: Johann Jakob Meyer, Schweizer Offizier und Politiker
- 1769: Georg von Hofmann, österreichischer Dramatiker und Librettist
- 1779: Heinrich Voß, deutscher Klassischer Philologe und Übersetzer
- 1784: Vincenza Gerosa, italienische Ordensgründerin
- 1790: Adolph Diesterweg, deutscher Pädagoge
- 1792: Georg Josias Stephan Adler, deutscher Propst
- 1798: Ulrike von Pogwisch, deutsche Priorin
- 1799: Philipp Allmang, deutscher evangelischer Geistlicher und Politiker

### 19. Jahrhundert

#### 1801–1850
- 1804: Friedrich Hetzel, deutscher Bankier und Mäzen
- 1810: Eduard Dössekel, Schweizer Jurist und Dichter
- 1811: Louis Blanc, französischer Sozialist und Gründer der Sozialdemokratie
- 1811: August von Hauner, deutscher Kinderarzt und Hochschullehrer
- 1811: Tito Ricordi, italienischer Musikverleger
- 1813: William Benjamin Carpenter, englischer Physiologe und Naturforscher
- 1813: Carl Ploug, dänischer Journalist und Politiker
- 1815: Ľudovít Štúr, österreichisch-ungarischer Philologe, Schriftsteller und Politiker, Begründer der modernen slowakischen Schriftsprache
- 1816: Ferdinand II., portugiesischer König
- 1818: Catherine Hayes, irische Opernsopranistin
- 1822: Mieczysław Halka Ledóchowski, polnischer Erzbischof und Kardinal
- 1823: Franz Xaver von Wegele, deutscher Historiker und Redakteur
- 1827: Alma von Goethe, Tochter von August von Goethe und Enkelin von Johann Wolfgang von Goethe
- 1831: Giulio Cottrau, italienischer Komponist
- 1831: Leopold Sonnemann, deutscher Journalist
- 1834: Friedrich Lange, deutscher Maler
- 1844: Albert Salomon Anselm von Rothschild, österreichischer Bankier
- 1847: Conrad von Schubert, preußischer General, Weingutsbesitzer und MdR

#### 1851–1900

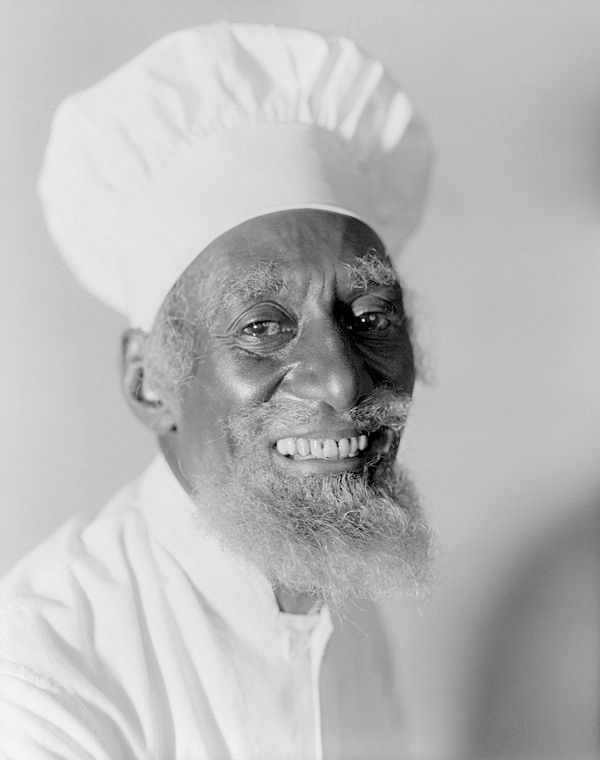
Leigh Whipper (* 1876)

- 1854ː Clara von Sivers, deutsche Malerin
- 1855: Jacques Curie, französischer Physiker
- 1855: Emil Doepler, deutscher Maler
- 1855: Kyrillos IX. Moghabghab, libanesischer Geistlicher, Patriarch von Antiochia
- 1856: Heinrich Mayr, deutscher Botaniker und Forstwissenschaftler

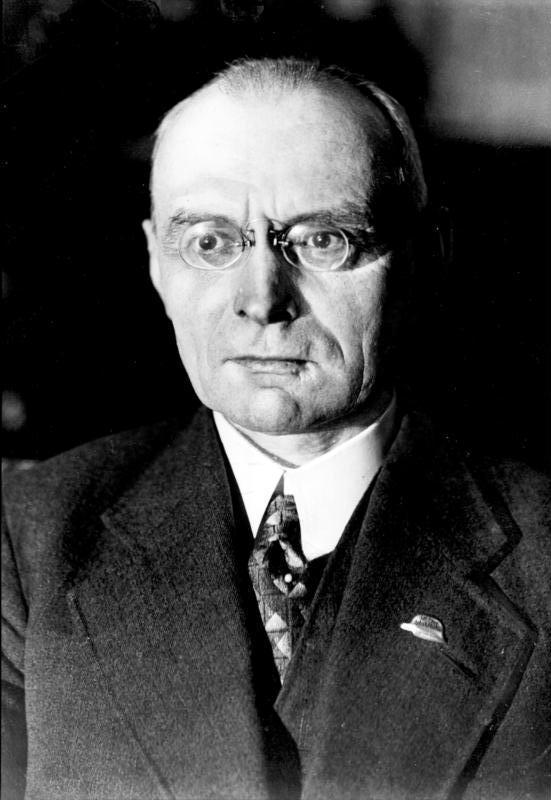
Alexander von Falkenhausen (* 1878)

Franz von Papen (* 1879)

- 1863: Franz Stuhlmann, deutscher Zoologe und Afrikaforscher
- 1865: Karl Bernhard Bamler, deutscher Meteorologe, Lehrer und Pionier des Freiballonfahrens
- 1866: Georg Engel, deutscher Schriftsteller
- 1866: Gustav Witt, deutscher Astronom
- 1871: Narziß Kaspar Ach, deutscher Psychologe und Hochschullehrer
- 1872: Hermann Haack, deutscher Kartograf
- 1873: Michael Bleive, estnischer Geistlicher, Märtyrer
- 1873: Anni Marie Abdoullah-Hammerschmidt, österreichische Malerin
- 1875: Alva B. Adams, US-amerikanischer Politiker, Abgeordneter im Repräsentantenhaus, Senator
- 1875: Marie von Edinburgh, Königin von Rumänien
- 1875: Otto Wiegand, deutscher Kunstturner
- 1876ː Leigh Whipper, US-amerikanischer Schauspieler
- 1877: Hermann Boßdorf, deutscher Schriftsteller
- 1877: Salman Schocken, deutsch-israelischer Kaufmann
- 1878: Alexander von Falkenhausen, deutscher General, Militärbefehlshaber von Belgien und Nordfrankreich, Widerstandskämpfer
- 1879: Franz von Papen, deutscher Politiker und Diplomat, MdL, MdR, Reichskanzler
- 1880: Otto Flake, deutscher Dichter
- 1880: Abram Fjodorowitsch Joffe, sowjetischer Physiker
- 1880: Jean Alexandru Steriadi, rumänischer Maler und Grafiker
- 1880: Fritz Weege, deutscher Archäologe und Etruskologe
- 1881: John DeWitt, US-amerikanischer Leichtathlet und American-Football-Spieler, Olympiamedaillengewinner
- 1881: Charlotte Pfeffer, deutsche Rhythmikerin
- 1882: Jean Giraudoux, französischer Dramatiker
- 1885: Juan Bautista Massa, argentinischer Komponist
- 1887: Robert Müller, österreichischer Schriftsteller, Journalist und Verleger
- 1887: Hans Thuar, deutscher Maler
- 1888: Helene Jacobsen, dänische Lithografin und Malerin
- 1890: Hans-Valentin Hube, deutscher General

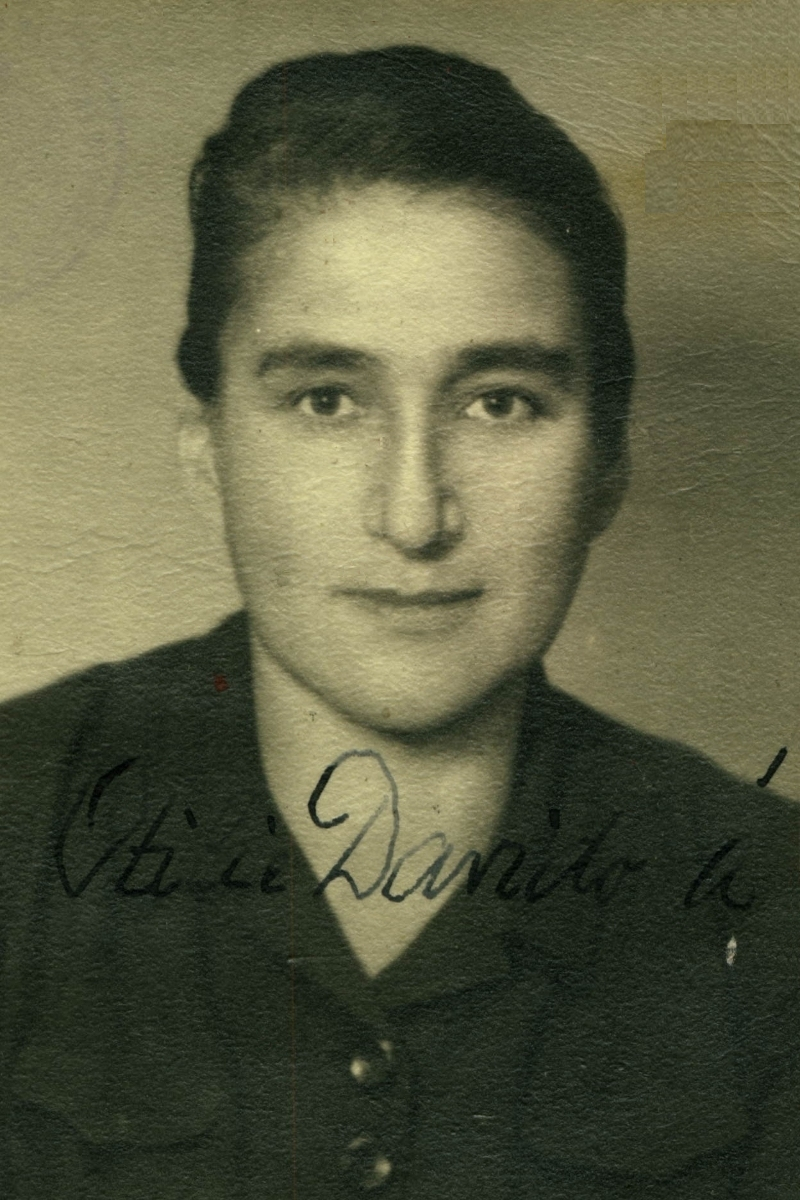
Ottla Kafka (* 1892)

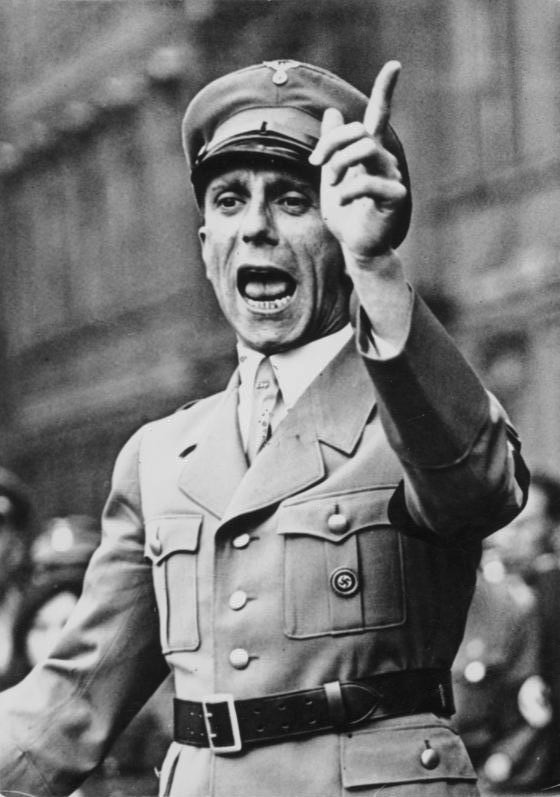
Joseph Goebbels (* 1897)

- 1890: Abram Iljitsch Jampolski, russischer Geiger und Musikpädagoge
- 1890: Elisabeth Meyer-Spreckels, deutsche Politikerin
- 1890: Alfredo Ottaviani, italienischer Geistlicher, Kardinal
- 1891: Heinz Auerswald, deutscher Maler und Graphiker
- 1891: Fanny Brice, US-amerikanische Schauspielerin
- 1891: Claire Goll, deutsch-französische Dichterin
- 1892: Carlos Bonnet, venezolanischer Komponist und Dirigent
- 1892: Recha Freier, deutsche Zionistin, Förderin der Kinder- und Jugend-Alija
- 1892: Ottla Kafka, Schwester von Franz Kafka, Opfer des Holocaust
- 1893: Grete Teege, deutsche Landespolitikerin, MdL
- 1897: Hope Emerson, US-amerikanische Schauspielerin
- 1897: Joseph Goebbels, deutscher Politiker und Demagoge, Gauleiter von Berlin-Brandenburg, MdR, Reichspropagandaminister, Wegbereiter des Holocausts
- 1898: Eugen Schönhaar, deutscher Widerstandskämpfer gegen den Nationalsozialismus
- 1899: Akim Tamiroff, russisch-US-amerikanischer Schauspieler
- 1900: Henri Meylan, Schweizer Theologe und Hochschullehrer

### 20. Jahrhundert

#### 1901–1925
- 1901: Daniil Alexandrowitsch Amfiteatrow, russisch-US-amerikanischer Komponist, Orchesterleiter und Filmkomponist
- 1901: Emmy Schaumann, deutsche Politikerin
- 1901: Ré Soupault, französische Fotografin
- 1902: Kitasono Katue, japanischer Lyriker
- 1903: Yvonne Georgi, deutsche Ballett-Tänzerin und Choreographin
- 1903: Erwin Linder, deutscher Schauspieler
- 1903: Sibyl Moholy-Nagy, US-amerikanisch-deutsche Dramaturgin, Schauspielerin, Architektur- und Kunsthistorikerin
- 1904: Randi Bakke, norwegische Eiskunstläuferin
- 1906: Franziska Bilek, deutsche Zeichnerin und Karikaturistin
- 1907: Edwige Feuillère, französische Schauspielerin
- 1909: Henock Abrahamsson, schwedischer Fußballtorhüter
- 1910: Alfred Jules Ayer, britischer Philosoph
- 1910: Aurélie Nemours, französische Malerin
- 1910: Irmgard Uhlig, deutsche Malerin und Bergsteigerin
- 1910: Gerhard Wendland, deutscher Maler
- 1912: Bruno Cassinari, italienischer Maler
- 1912: Jakob Scheuring, deutscher Leichtathlet
- 1912: Henryk Trzonek, polnischer Bratschist
- 1916: Slim Aarons, US-amerikanischer Fotograf
- 1916: Hadda Brooks, US-amerikanische R&B- und Jazzpianistin, Sängerin und Komponistin
- 1917: Eddie Constantine, US-amerikanischer Filmschauspieler und Chansonnier
- 1919: Marianne Rousselle, deutsche Bildhauerin und Malerin
- 1920: Baruj Benacerraf, US-amerikanischer Mediziner
- 1920: Jadwiga Grabowska-Hawrylak, polnische Architektin
- 1920: Ernst Majonica, deutscher Rechtsanwalt und Politiker
- 1920: Liselotte Thoms-Heinrich, deutsche Journalistin, DDR-Frauenpolitikerin
- 1921: Alois Mertes, deutscher Politiker (CDU)
- 1922: Arthur Apfel, britischer Eiskunstläufer
- 1922: Neal Hefti, US-amerikanischer Jazzmusiker
- 1922: Alexander Sinowjew, russischer Dissident, Philosoph und Autor

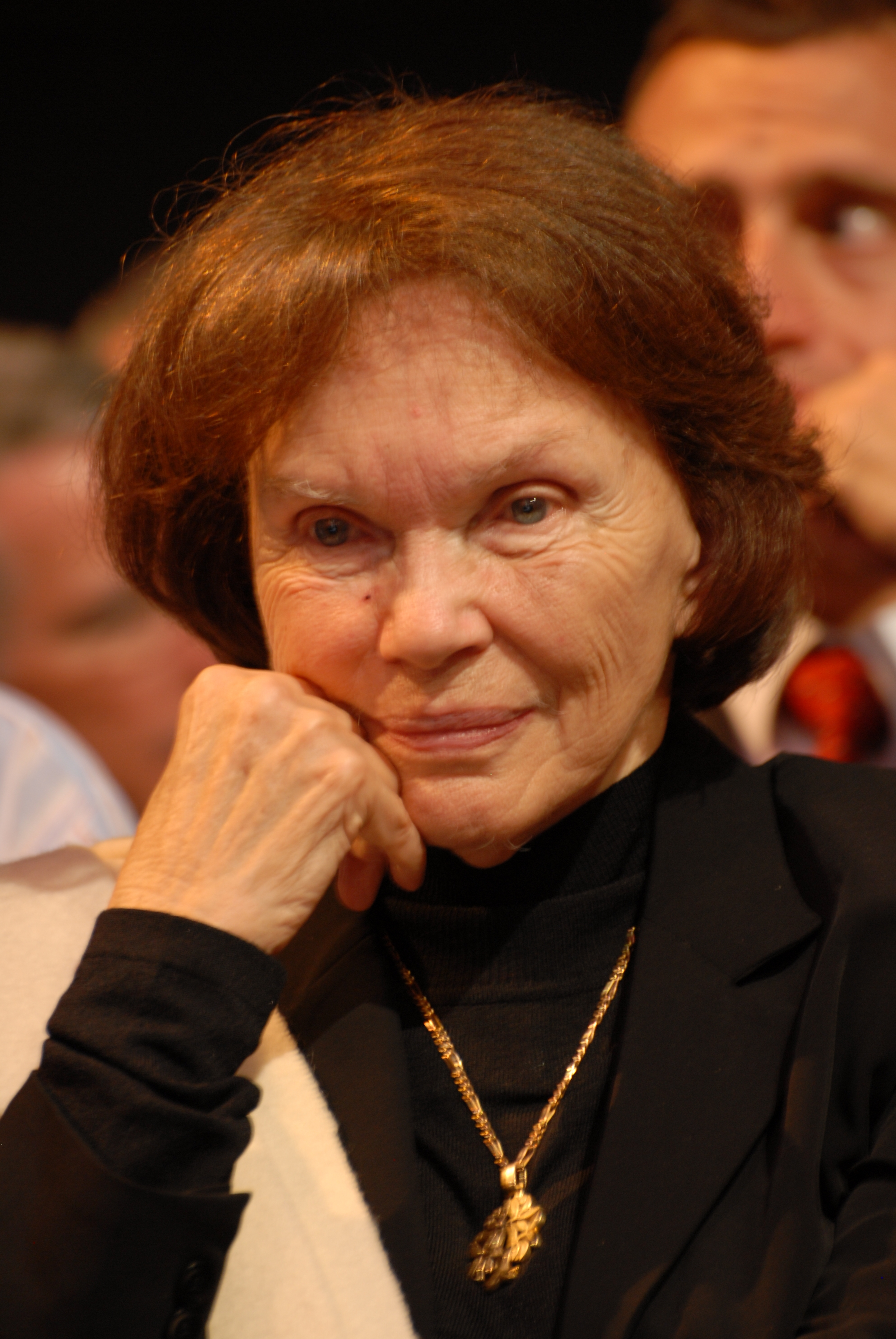
Danielle Mitterrand (* 1924)

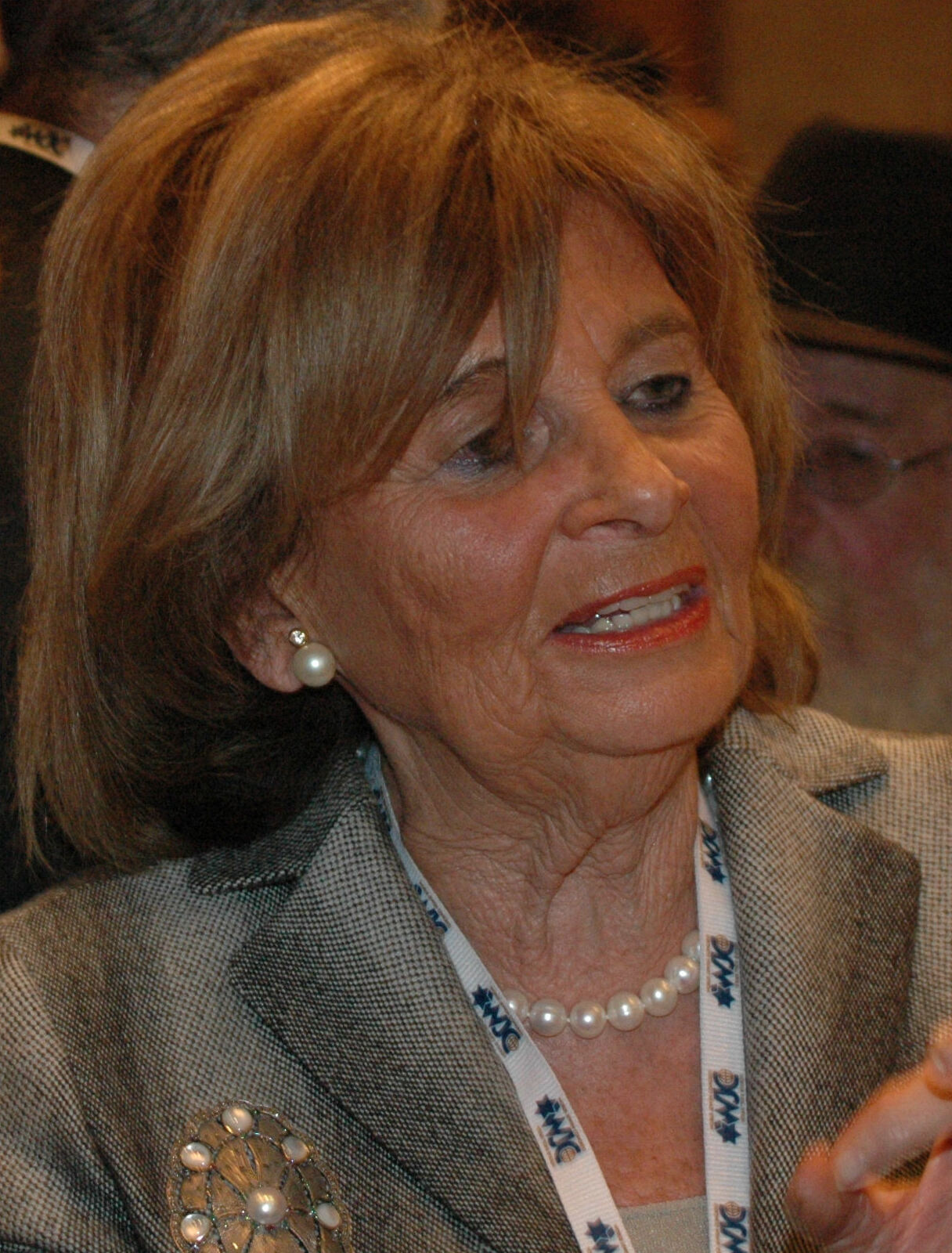
Charlotte Knobloch (* 1932)

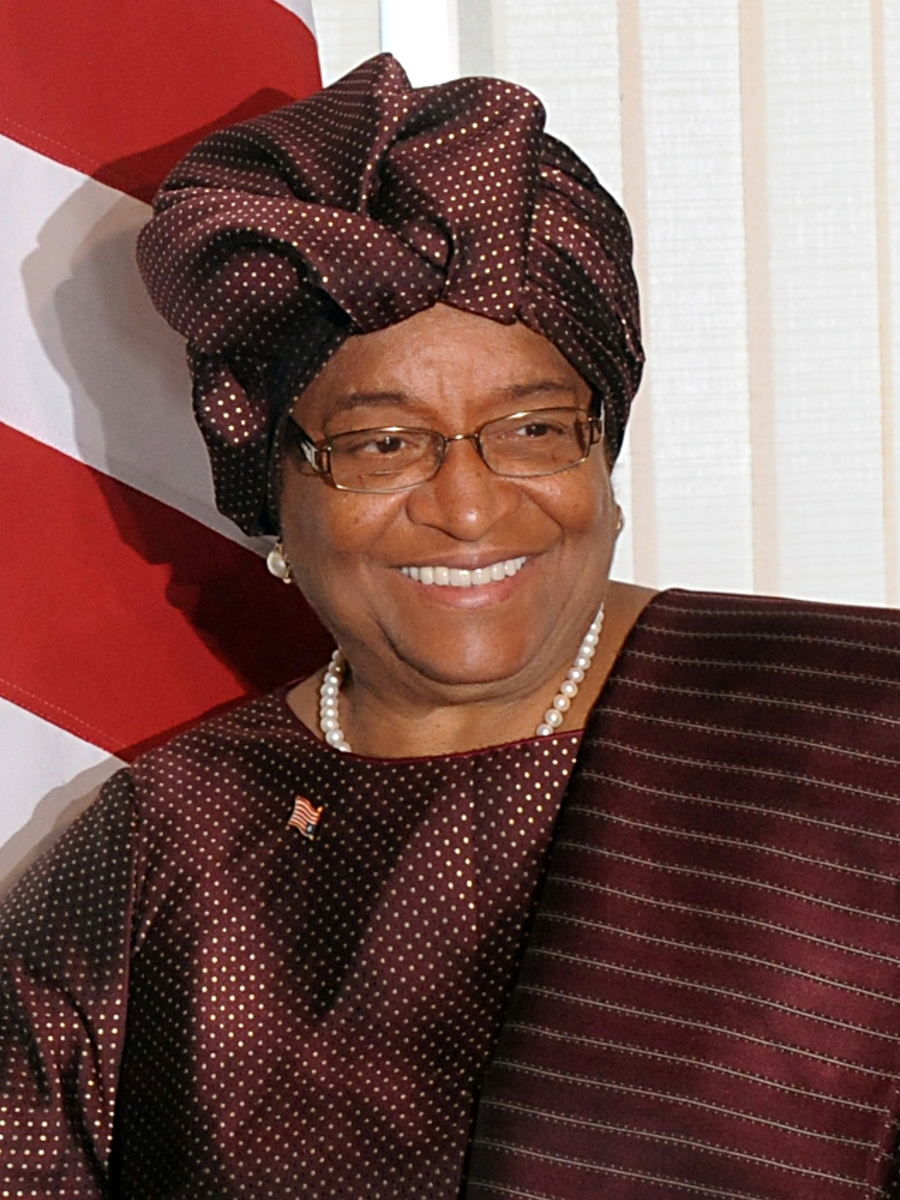
Ellen Johnson-Sirleaf (* 1938)

- 1923: Carl Djerassi, österreichisch-US-amerikanischer Chemiker, Entwickler der ersten Antibabypille
- 1923: Gerda van der Kade-Koudijs, niederländische Leichtathletin
- 1923: Barney Poole, US-amerikanischer American-Football-Spieler
- 1924: Zbigniew Herbert, polnischer Schriftsteller
- 1924: Danielle Mitterrand, französische Widerstandskämpferin und Autorin, Witwe von François Mitterrand
- 1925: Geraldine Brooks, US-amerikanische Schauspielerin
- 1925: Robert Hardy, britischer Schauspieler
- 1925: Zoot Sims, US-amerikanischer Jazzmusiker

#### 1926–1950
- 1926: Neçmettin Erbakan, türkischer Ministerpräsident
- 1926: Margaret Sheridan, US-amerikanische Schauspielerin
- 1927: Eberhard Mannschatz, deutscher Pädagoge
- 1927: Hanna Wördy, österreichische Schauspielerin
- 1928: Joachim Schulte, deutscher Generalmajor, Abteilungsleiter im Bundesnachrichtendienst
- 1929: Marat Iwanawitsch Kasej, belarussischer Partisanenkämpfer
- 1930: Bertha Brouwer, niederländische Sprinterin
- 1930: Omara Portuondo, kubanische Musikerin
- 1930: Niki de Saint Phalle, französische Künstlerin
- 1932: Velma Margie Barfield, US-amerikanische Serienmörderin
- 1932: Peter Baronsky, deutscher Handballspieler
- 1932: Füruzan, türkische Schriftstellerin
- 1932: Charlotte Knobloch, deutsche Präsidentin der Israelitischen Kultusgemeinde München und Oberbayern
- 1932: Àlex Soler-Roig, spanischer Automobilrennfahrer
- 1932: Věra Suchánková, tschechische Eiskunstläuferin
- 1933: Marliese Alfken, deutsche Politikerin
- 1933: John Hamilton Andrews, australisch-kanadischer Architekt
- 1934: Yves Cornière, französischer Kirchenmusiker und Komponist
- 1935: Warren Lavorel, US-amerikanischer Diplomat
- 1937: Christian Anatole, französischer Romanist und Okzitanist
- 1938: Ralph Bakshi, US-amerikanischer Filmregisseur
- 1938: Ellen Johnson-Sirleaf, liberianische Politikerin, erste gewählte Staatspräsidentin Afrikas, Nobelpreisträgerin
- 1938: Wilbert McClure, US-amerikanischer Boxer, Olympiasieger
- 1938: Gerhard Neuser, deutscher Fußballspieler
- 1939: Petru Stoianov, rumänischer Komponist
- 1939: Barbara Wilk-Mincu, deutsche Kunsthistorikerin, Bibliothekarin und Heinrich-von-Kleist-Forscherin
- 1940: Frida Boccara, französische Sängerin
- 1940: Heinrich Mussinghoff, Bischof von Aachen, stellvertretender Vorsitzender der Deutschen Bischofskonferenz
- 1940: Xavier Stierli, Schweizer Fußballspieler
- 1941: Annegret Lingenberg, deutsche Theologin
- 1942: Vita Andersen, dänische Schriftstellerin
- 1942: Lee Clayton, US-amerikanischer Musiker und Komponist
- 1942: Bob Ross, US-amerikanischer Maler
- 1944: Berta Ambrož, jugoslawische Sängerin
- 1944: Denny Laine, britischer Musiker, Sänger und Songschreiber
- 1945: Melba Moore, US-amerikanische R&B-Sängerin und Schauspielerin
- 1946: Oliver Bendt, deutscher Sänger
- 1946: Peter Green, britischer Musiker (Fleetwood Mac)
- 1947: Richard Dreyfuss, US-amerikanischer Filmschauspieler
- 1947: Kemal Kurt, türkischer Schriftsteller, Übersetzer und Fotograf
- 1947: Henri Michel, französischer Fußballspieler und -trainer
- 1947: Þorsteinn Pálsson, isländischer Politiker
- 1947: Stephan Schmidheiny, Schweizer Unternehmer und Philanthrop
- 1948: Kate Jackson, US-amerikanische Schauspielerin
- 1948: Thomas Thieme, deutscher Schauspieler
- 1948: Dick Voorn, niederländischer Fußballspieler und -trainer
- 1950: James Dillon, britischer Komponist

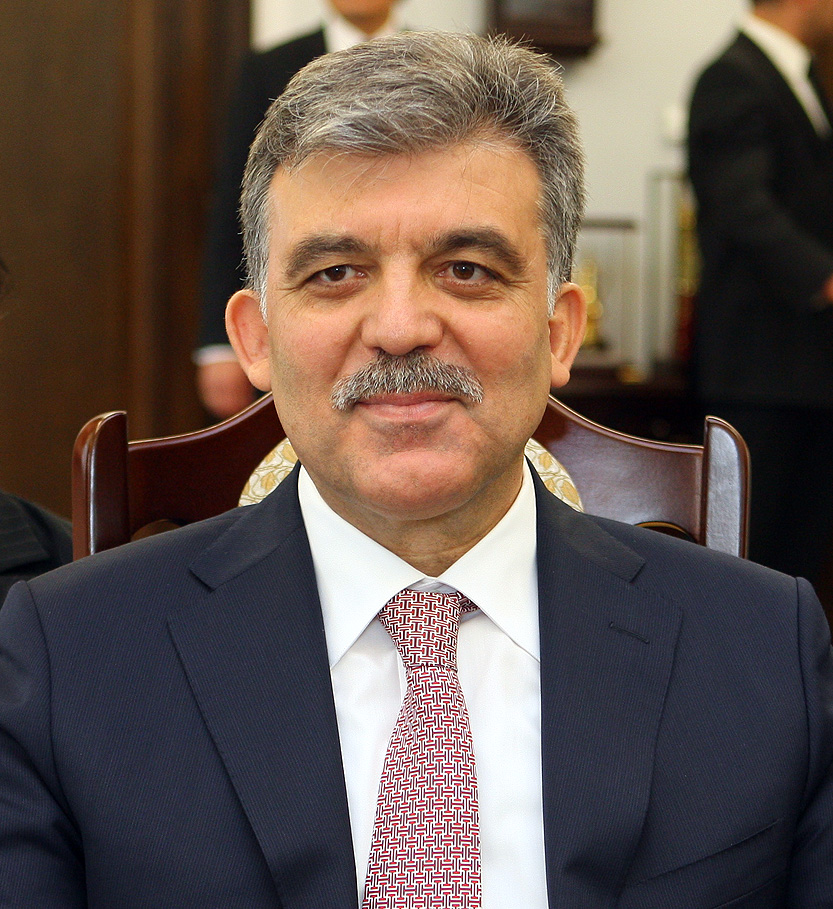
Abdullah Gül (* 1950)

- 1950: Abdullah Gül, türkischer Politiker, Staatspräsident

#### 1951–1975
- 1951: Fausto Correia, portugiesischer Politiker
- 1951: Peter Höhne, deutscher Handballspieler und -trainer
- 1951: Dirk Kempthorne, US-amerikanischer Politiker
- 1951: Tiff Needell, britischer Automobilrennfahrer und Journalist
- 1952: Ida Kavafian, US-amerikanische Geigerin, Bratschistin und Musikpädagogin
- 1952: Udo Schmuck, deutscher Fußballspieler
- 1954: Ruslan Sultanowitsch Auschew, russischer General und Politiker
- 1954: Alois Estermann, 31. Kommandant der Schweizergarde im Vatikan
- 1954: Scott Jaeck, US-amerikanischer Schauspieler
- 1954: Walter Oßwald, deutscher Fußballspieler
- 1954: Sigrun Siegl, deutsche Leichtathletin, Olympiasiegerin
- 1954: Matthias Zschokke, Schweizer Schriftsteller
- 1955: Daniel, jugoslawischer Sänger
- 1955: Kevin DuBrow, US-amerikanischer Rockmusiker (Quiet Riot)
- 1955: Jürgen Grislawski, deutscher Maler und Bildhauer
- 1955: Paul Smith, britischer Automobilrennfahrer
- 1957: Raúl Arias, mexikanischer Fußballtrainer und -spieler
- 1957: Dan Castellaneta, US-amerikanischer Schauspieler und Synchronsprecher
- 1958: Christa Kern, österreichische Schauspielerin
- 1958: Nicolette Kressl, deutsche Politikerin, MdB
- 1959: Geoffrey Edwards, US-amerikanischer Schauspieler und Regisseur
- 1960: Agim Çeku, kosovarischer Premierminister
- 1960: Finola Hughes, britische Schauspielerin
- 1960: Dieter Nuhr, deutscher Kabarettist und Comedian
- 1961: Tonči Huljić, kroatischer Musiker, Songwriter und Musikproduzent
- 1961: Randy Jackson, US-amerikanischer Sänger
- 1961: Cornelia Oschkenat, deutsche Leichtathletin
- 1961: Kai-Uwe Ricke, deutscher Manager
- 1962: Yahya Sinwar, palästinensischer Terrorist und Politiker
- 1962: René Pollesch, deutscher Theaterautor und Regisseur
- 1964: Anthony Mosse, neuseeländischer Schwimmer
- 1964: Andreas Wagenhaus, deutscher Fußballspieler
- 1965: Yasutomo Nagai, japanischer Motorradrennfahrer
- 1966: Kersten Flenter, deutscher Autor, Herausgeber und Sänger
- 1967: Jörn König, deutscher Ingenieur und Politiker
- 1968: Rochus Aust, deutscher Trompeter und Komponist
- 1968: Peter Wynhoff, deutscher Fußballspieler
- 1969: Mirco Nontschew, deutscher Komiker
- 1969: DJ Sammy, spanischer DJ und Musikproduzent
- 1970: Phillip Cocu, niederländischer Fußballspieler
- 1970: Jan Plewka, deutscher Sänger und Schauspieler
- 1970: Dan Ratushny, kanadischer Eishockeyspieler und derzeitiger -trainer
- 1970: Edwin van der Sar, niederländischer Fußballspieler
- 1970: Raz-Ma-Taz, US-amerikanischer Rapper und Musikproduzent
- 1971: Matthew Hayden, australischer Cricketspieler

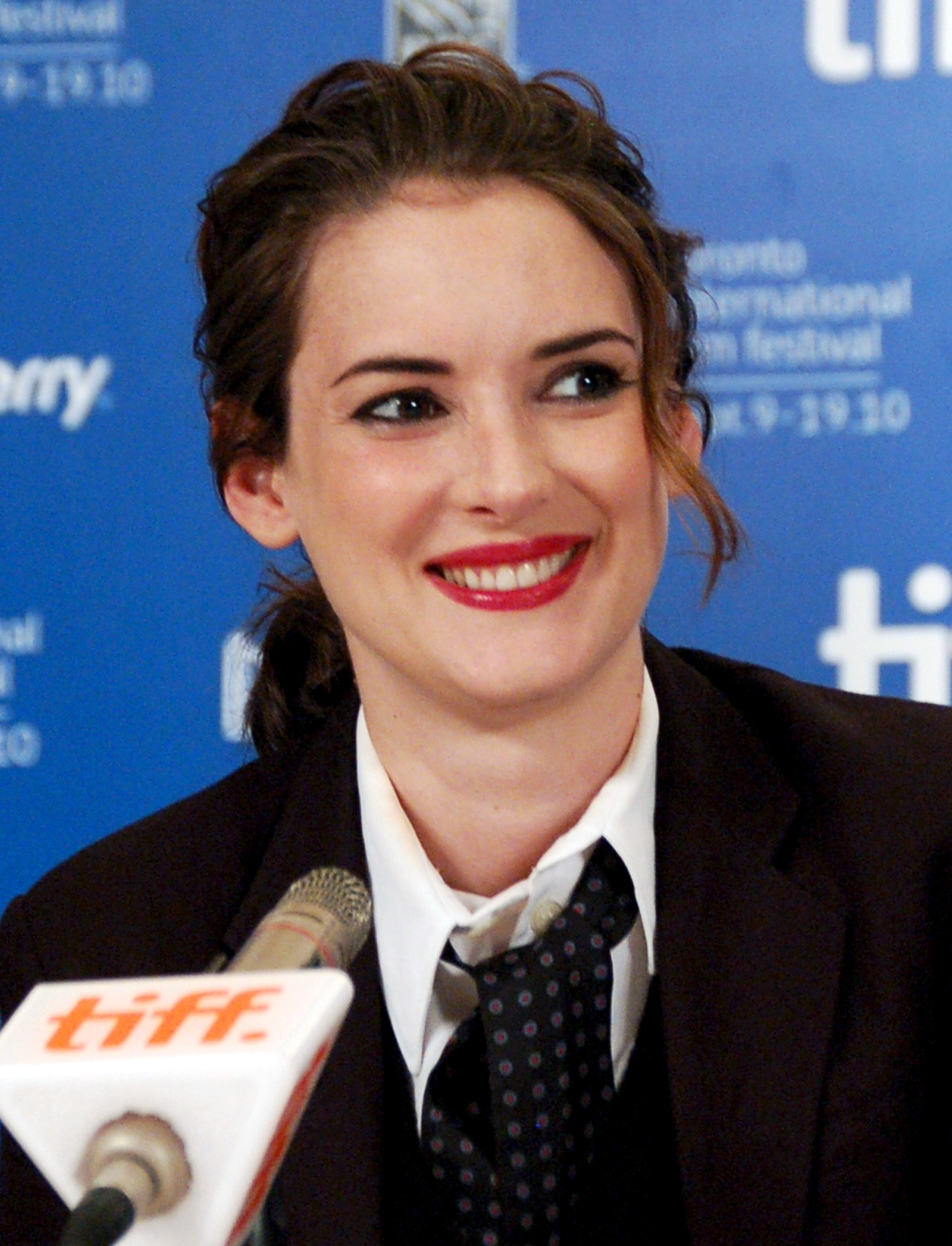
Winona Ryder (* 1971)

- 1971: Winona Ryder, US-amerikanische Filmschauspielerin
- 1972: Constanze Blum, deutsche Skilangläuferin
- 1972: Thomas Douglas, deutsch-britischer Schauspieler
- 1972: Narcisse Ewodo, französischer Basketballspieler
- 1972: Daniela Radkowa, bulgarische Sängerin
- 1972: Tracee Ellis Ross, US-amerikanische Schauspielerin
- 1972: Gabrielle Union, US-amerikanische Schauspielerin
- 1973: Robert Pirès, französischer Fußballspieler
- 1974: Ronald Bahr, deutscher Handballspieler
- 1974: Sébastien Groulx, kanadischer Gewichtheber
- 1974: Albert Nađ, serbisch-montenegrinischer Fußballspieler
- 1975: Godfried Aduobe, ghanaischer Fußballspieler
- 1975: Frank Baumann, deutscher Fußballspieler
- 1975: Aksel Hennie, norwegischer Schauspieler, Regisseur und Drehbuchautor

#### 1976–2000
- 1976: Hanna Kanapazkaja, belarussische Politikerin
- 1977: Jon Avery Abrahams, US-amerikanischer Schauspieler
- 1977: Marek Matiaško, slowakischer Biathlet
- 1977: Annemarie Carpendale, deutsche Fernsehmoderatorin
- 1977: Monika Anna Wojtyllo, polnische Regisseurin, Schauspielerin und Autorin
- 1979: Johanna Setzer, österreichische Fernsehmoderatorin
- 1979: Max Tsui, deutscher Kameramann

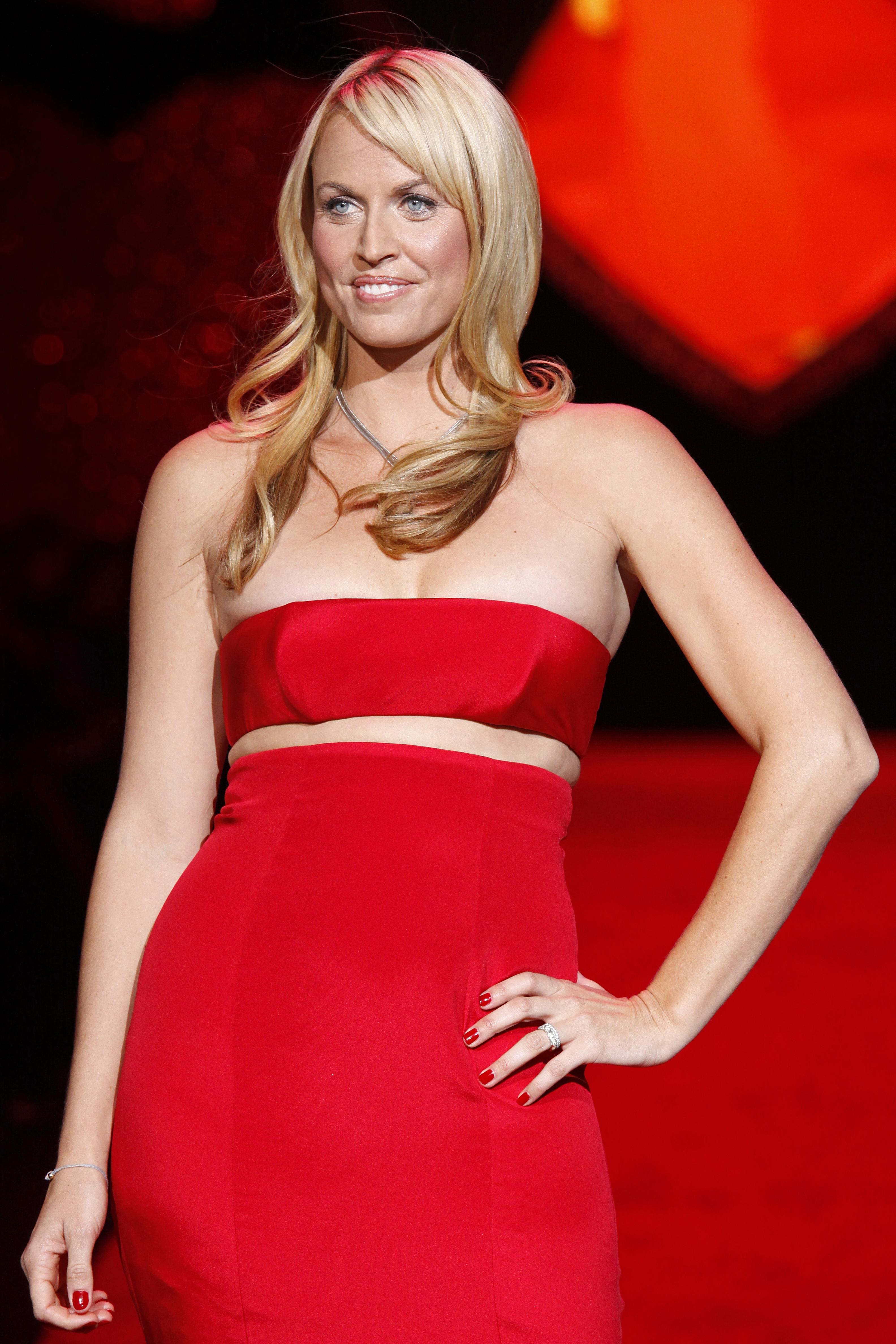
Amanda Beard (* 1981)

- 1981: Amanda Beard, US-amerikanische Schwimmerin
- 1981: Ruslan Rotan, ukrainischer Fußballspieler
- 1982: Einar Daðason Ásmundur, isländischer Politiker
- 1983: Malik Fathi, deutscher Fußballspieler
- 1984: Eric Staal, kanadischer Eishockeyspieler
- 1985: Cal Crutchlow, britischer Motorradrennfahrer
- 1985: Serdar Gözübüyük, niederländischer Fußballschiedsrichter
- 1985: Janet Montgomery, US-amerikanische Schauspielerin
- 1986ː Marija Kurtes, deutsche Fußballschiedsrichterin
- 1986: Gaby Perin-Gopie, niederländische Politikerin
- 1986: Pedro Petiz, portugiesischer Automobilrennfahrer
- 1987: Tove Lo, schwedische Popmusikerin
- 1987: José Francisco Torres, US-amerikanisch-mexikanischer Fußballspieler
- 1987: Lisa Weiß, deutsche Fußballspielerin
- 1988: Anna-Katharina Fecher, deutsche Schauspielerin
- 1988: Florin Gardoș, rumänischer Fußballspieler
- 1989: Kai-Peter Malina, deutscher Schauspieler
- 1989: Primož Roglič, slowenischer Skispringer und Radrennfahrer
- 1990: Adriana Cardoso de Castro, brasilianische Handballspielerin
- 1990: Jascha Rust, deutscher Schauspieler
- 1990: Eric Saade, schwedischer Sänger und Moderator
- 1991: Tom Devriendt, belgischer Radrennfahrer
- 1991: Oscar Lindberg, schwedischer Eishockeyspieler
- 1991: Ramón Piñeiro, spanischer Automobilrennfahrer
- 1991: Nikita Igorewitsch Saizew, russischer Eishockeyspieler
- 1991: Danilo Teodoro Soares, brasilianischer Fußballspieler
- 1991: Harry Tincknell, britischer Automobilrennfahrer
- 1992: Cornelia Hütter, österreichische Skirennläuferin
- 1993: Alberto Bettiol, italienischer Radrennfahrer
- 1993: Niccolò Bonifazio, italienischer Radrennfahrer
- 1993: Robbie King, australischer Dartspieler
- 1993: Daniel Kölbl, deutscher Politiker (CDU), Mitglied des Bundestages
- 1994: Lien Te-an, taiwanesischer Rennrodler
- 1995: Emma Drogunova, deutsche Schauspielerin
- 1995: Florian Flecker, österreichischer Fußballspieler
- 1996: Loïc Meillard, Schweizer Skirennfahrer
- 1996: Richard Neudecker, deutscher Fußballspieler
- 1996: Dionne Visser, niederländische Handballspielerin
- 1997: Uladsislau Radsiwonau, belarussischer Billardspieler
- 1998: Lance Stroll, kanadischer Automobilrennfahrer

### 21. Jahrhundert
- 2003: Malthe Jakobsen, dänischer Autorennfahrer
- 2004: Linus Moog, deutscher Schauspieler und DJ
- 2004: Tom Rothe, deutscher Fußballspieler
- 2005: José Antonio Rueda, spanischer Motorradrennfahrer

## Gestorben

### Vor dem 19. Jahrhundert
- 1202: Konrad von Hüneburg, Fürstbischof von Straßburg
- 1241: Guigues IV., Graf von Forez, Graf von Nevers, Auxerre und Tonnerre
- 1266: Margarethe von Babenberg, Frau des böhmischen Königs Přemysl Ottokar II.
- 1268: Konradin, König von Jerusalem, König von Sizilien, Herzog von Schwaben und letzter Staufer
- 1271: Philip Basset, englischer Adeliger
- 1310: Otto, Graf von Kleve
- 1312: Landolfo Brancaccio, italienischer Kardinal der katholischen Kirche
- 1321: Stefan Uroš II. Milutin, König von Serbien
- 1339: Alexander Michailowitsch, Fürst von Twer und Großfürst von Wladimir
- 1353: Konrad Münch von Landskron, Bürgermeister von Basel
- 1399: Gjin Bua Shpata, albanischer Fürst
- 1437: Antonio Fluvian de la Riviere, aragonesischer Adliger, 35. Großmeister des Johanniterordens auf Rhodos
- 1439: Antoine de Vergy, Graf von Dammartin, Herr von Champlitte und Rigney, Chevalier, Berater und Kammerherr des Königs, sowie Marschall von Frankreich
- 1456: Wenzel, Herzog von Troppau-Ratibor und Jägerndorf
- 1522: Hieronymus Schulz, Bischof von Brandenburg und Havelberg
- 1554: Rosine von Baden, Markgräfin von Baden
- 1566: Jacobus de Dacia, dänischer Franziskaner und Missionar in Mexiko
- 1618: Walter Raleigh, englischer Seefahrer, Entdecker und Schriftsteller
- 1626: Ferdinando Gonzaga, Herzog von Mantua und Montferrat
- 1662: William Pynchon, stellvertretende Finanzverantwortliche der Massachusetts Bay Colony
- 1675: Christian Hoburg, deutscher Theologe, mystischer Spiritualist
- 1675: Andreas Hammerschmidt, deutscher Komponist und Organist
- 1707: Maria Clara Eimmart, Nürnberger Astronomin
- 1724: William Wollaston, englischer Philosoph
- 1727: Ioan Giurgiu Patachi, rumänisch-griechisch-katholischer Bischof von Făgăraș
- 1744: Ishida Baigan, japanischer Gelehrter
- 1774: August von Hallerstein, deutsch-österreichischer Jesuit und China-Missionar
- 1783: Jean Baptiste le Rond d’Alembert, französischer Mathematiker, Physiker und Philosoph der Aufklärung
- 1783: Johann Ludwig Ferdinand Arnoldi, deutscher Pädagoge und evangelischer Theologe
- 1790: Franz Arnold, Maler und Kupferstecher
- 1792: Thomas Burkett, britischer Seemann auf der Bounty
- 1792: Thomas Ellison, britischer Seemann auf der Bounty
- 1792: John Millward, britischer Seemann auf der Bounty
- 1800: Wilhelm Ferdinand Lipper, deutscher Architekt

### 19. Jahrhundert
- 1802: Charles Alexandre de Calonne, französischer Staatsmann und Finanzminister
- 1804: Sebastian Friedrich Trescho, deutscher evangelischer Theologe.
- 1812: Victor-Claude-Alexandre Fanneau de Lahorie, französischer General
- 1812: Emmanuel-Maximilien-Joseph Guidal, französischer General
- 1812: Claude François de Malet, französischer General
- 1824: Charles Pinckney, US-amerikanischer Politiker
- 1829: Maria Anna Mozart, österreichische Pianistin, Schwester von Wolfgang Amadeus Mozart und Tochter von Leopold Mozart
- 1832: Ghazi Muhammad, islamischer Prediger bei den Awaren in Dagestan
- 1836: Johann Georg Friedrich Wendell, deutscher Buchdrucker und Zeitungsverleger
- 1840: Johann Caspar Rahn, Schweizer Kunstmaler und Zeichenlehrer
- 1846: Daniel-Alexandre Chavannes, Schweizer evangelischer Geistlicher, Politiker und Naturforscher
- 1853: Pierre Zimmermann, französischer Klavierpädagoge und Komponist
- 1854: Paul Wilhelm Eduard Sprenger, österreichischer Architekt
- 1855: Gottfried Duden, deutscher Schriftsteller
- 1866: James P. Beckwourth, US-amerikanischer Sklave, Trapper, Indianer-Häuptling, Soldat, Unternehmer und Scout
- 1867: Matthias Franz Borgnis, deutscher Bankier, Juwelier und Tabakfabrikant
- 1872: Pierre Charles Fournier Saint Amant, französischer Schachmeister
- 1873: Johann I., König von Sachsen
- 1877: Nathan Bedford Forrest, US-amerikanischer Plantagenbesitzer, General der Konföderierten im Sezessionskrieg, Ku-Klux-Klan Anführer
- 1884: Albert Dulk, deutscher Sozialist, Revolutionär und Schriftsteller
- 1884ː Klara Wendel, Schweizer Heimatlose und „Räuberkönigin“
- 1885: George B. McClellan, US-amerikanischer Militär und Politiker
- 1888: Hans Speckter, deutscher Illustrator, Zeichner und Autor
- 1889: Nikolai Gawrilowitsch Tschernyschewski, russischer Publizist

### 20. Jahrhundert

#### 1901–1950
- 1904: Mathilde Level, deutsche Opernsängerin (Sopran) mit französischen Wurzeln
- 1905: Hendrik Witbooi, Kaptein der Witbooi-Orlam
- 1911: Joseph Pulitzer, US-amerikanischer Journalist und Herausgeber
- 1912: Carlos Mauricio Valenti Perrillat, französischer Maler
- 1914: Julius Zech auf Neuhofen, deutscher Offizier und Kolonialbeamter
- 1915: Pius Ferdinand Messerschmitt, deutscher Maler
- 1918: Maria Gugelberg von Moos, Schweizer Botanikerin
- 1918: Rudolf Tobias, estnischer Komponist und Organist
- 1920: Ernst Perabo, US-amerikanischer Pianist und Komponist
- 1921: Wilhelm Erb, deutscher Neurologe und Professor
- 1922: Fritz Drechsler, deutscher Architekt
- 1924: Frances Eliza Burnett, britische Autorin
- 1930ː Charlotte Engel-Reimers, deutsche Nationalökonomin und Frauenrechtlerin
- 1933: Paul Painlevé, französischer Mathematiker, Politiker und Premierminister
- 1934: Wilhelm IV. Anthes, deutscher Politiker
- 1934: Gustavo E. Campa, mexikanischer Komponist
- 1934: Kurt Floericke, deutscher Naturwissenschaftler
- 1936: Otto Immisch, deutscher Altphilologe
- 1941: Alexander Nikolajewitsch Afinogenow, russischer Schriftsteller und Dramatiker
- 1942ː Hanna Litten, deutsche Bühnenbildnerin und Opfer der Shoah
- 1943: Percy Goetschius, US-amerikanischer Musiktheoretiker und Kompositionslehrer
- 1947: Theodore Holland, britischer Komponist und Musikpädagoge
- 1948: Antonio Létourneau, kanadischer Organist und Musikpädagoge
- 1948: Wesley C. Mitchell, US-amerikanischer Volkswirtschaftler
- 1949: Georges I. Gurdjieff, griechisch-armenischer Esoteriker, Choreograph und Komponist
- 1950: Gustav V., schwedischer König

#### 1951–1975
- 1951: Robert Grant Aitken, US-amerikanischer Astronom
- 1953: Arthur Lemisch, österreichischer Politiker
- 1954: Walter Asmis, deutscher Jurist und Agrarfunktionär
- 1954: Hermann Ehlers, deutscher Politiker, MdB, Bundestagspräsident
- 1956: Walter Evans Edge, US-amerikanischer Politiker
- 1956: Louis Rosier, französischer Rennfahrer
- 1956ː Bertha Antonia Wallner, deutsche Musikwissenschaftlerin

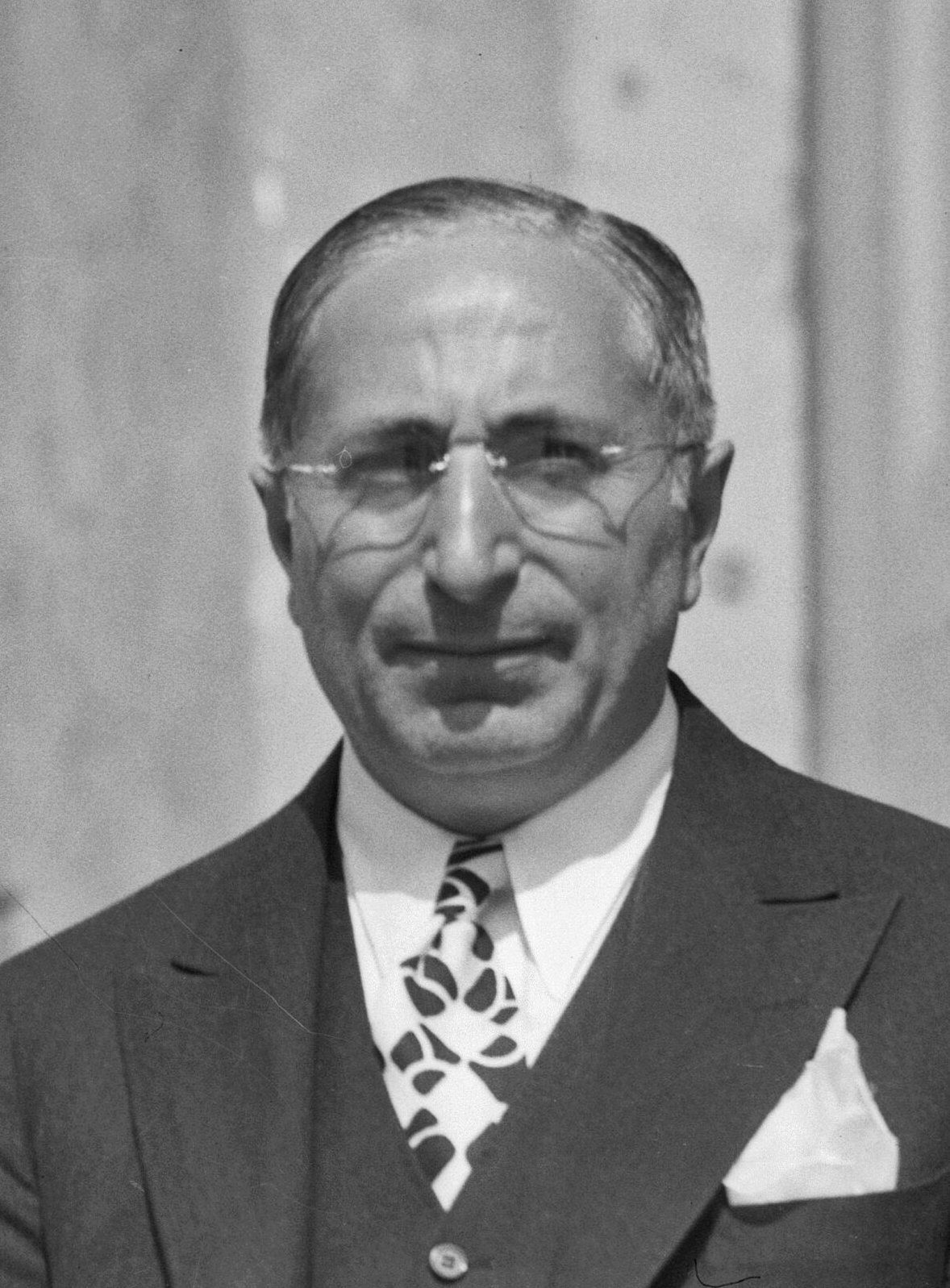
Louis B. Mayer († 1957)

- 1957: Louis B. Mayer, US-amerikanischer Filmproduzent
- 1958: Zoë Akins, US-amerikanische Drehbuchautorin und Dramatikerin
- 1959: Paul Laufer, Schweizer evangelischer Geistlicher und Hochschullehrer
- 1959: Sisavang Vong, König von Luang Phrabang und König von Laos
- 1960: Johan Gunnar Andersson, schwedischer Archäologe, Paläontologe und Geologe
- 1961: Zdeněk Folprecht, tschechischer Komponist
- 1961: Nagayo Yoshirō, japanischer Schriftsteller
- 1963: Michael Holliday, britischer Sänger
- 1963: Adolphe Menjou, US-amerikanischer Filmschauspieler
- 1965ː Dora Friese, deutsche Dompteuse
- 1966: Béla Szendey, ungarischer Ruderer
- 1968: Marius Ulfrstad, norwegischer Komponist
- 1971: Duane Allman, US-amerikanischer Musiker (Allman Brothers)
- 1971: Maura Böckeler, deutsche Benediktinerin, Schriftstellerin und Forscherin über Hildegard von Bingen

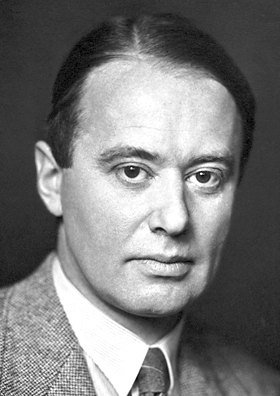
Arne Tiselius († 1971)

- 1971: Arne Tiselius, schwedischer Chemiker und Nobelpreisträger
- 1972: Laura Rodig, chilenische Malerin und Bildhauerin
- 1973: Sargis Barchudarjan, armenischer Komponist, Pianist und Pädagoge
- 1975: Harry Frommermann, deutscher Sänger

#### 1976–2000
- 1976: Renzo Vestrini, italienisch-venezolanischer Ruderer und Maler
- 1977: William Dale Archerd, US-amerikanischer Serienmörder
- 1977: Otto Ley, deutscher Motorradrennfahrer
- 1978: Komaki Ōmi, japanischer Schriftsteller
- 1981: Georges Brassens, französischer Dichter, Autor und Schriftsteller
- 1981: Karl Joseph Leiprecht, deutscher Bischof
- 1982: William Lloyd Webber, britischer Kirchenmusiker und Komponist
- 1984: Benji Asada, japanischer Maler und Holzschnitt-Künstler

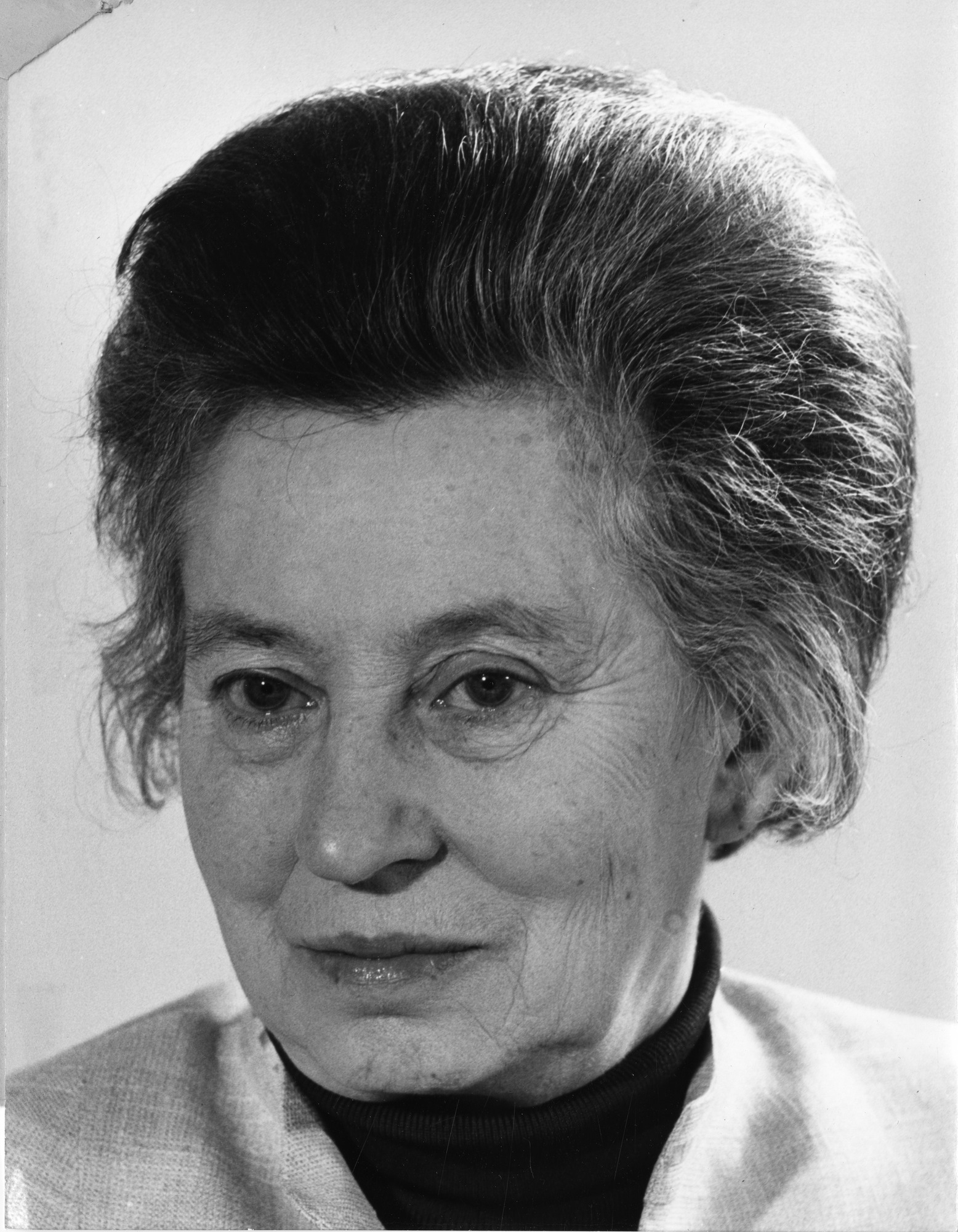
Elisabeth Schwarzhaupt († 1986)

- 1984: Wolfgang Keilig, deutscher Offizier
- 1985: Jewgeni Lifschiz, sowjetischer Physiker
- 1986: Shimizu Osamu, japanischer Komponist
- 1986ː Elisabeth Schwarzhaupt, deutsche Juristin, erste Ministerin der BRD
- 1987: Jakob Bräckle, deutscher Kunstmaler
- 1987: Woodrow Charles Herman, US-amerikanischer Jazz-Musiker
- 1988: Thomas Kardinal Cooray, sri-lankischer Ordensgeistlicher, Erzbischof von Colombo
- 1989: Roland Rupert Anderson, US-amerikanischer Szenenbildner
- 1990: Lis Böhle, deutsche Mundartdichterin
- 1992: Kenneth MacMillan, britischer Tänzer und Choreograf
- 1993: Stanisław Marusarz, polnischer Skisportler
- 1996: Eugen Kapp, estnischer Komponist
- 1997: František Domažlický, tschechischer Geiger, Bratscher und Komponist
- 1997: Anton Szandor LaVey, US-amerikanischer Okkultist und Gründer der Church of Satan
- 1998: Anthony J. Celebrezze, US-amerikanischer Politiker und Jurist
- 1998: Reine Flachot, französische Cellistin
- 2000: Jacqueline Brumaire, französische Sopranistin

### 21. Jahrhundert
- 2001: Grigori Tschuchrai, sowjetischer Filmregisseur
- 2002: Lorenzo Artale, italienischer Drehbuchautor, Filmregisseur und Schauspieler
- 2003: Eduard Buess, Schweizer evangelischer Geistlicher und Hochschullehrer
- 2003: Hal Clement, US-amerikanischer Science-Fiction-Schriftsteller
- 2003: Franco Corelli, italienischer Sänger
- 2004: Washington Castro, argentinischer Komponist und Dirigent
- 2004: Alice Herzogin von Gloucester, britische Prinzessin
- 2004: Edward Oliver LeBlanc, dominikanischer Politiker
- 2005: Robert Gerle, US-amerikanischer Geiger und Musikpädagoge ungarischer Herkunft
- 2006: Peter Gingold, deutscher Kommunist und Widerstandskämpfer gegen den Nationalsozialismus
- 2009: Russell Lincoln Ackoff, US-amerikanischer Organisationstheoretiker
- 2009: Jean-François Bergier, Schweizer Sozial- und Wirtschaftshistoriker
- 2009: Olav Hodne, norwegischer Missionar und Autor
- 2009: Jürgen Rieger, deutscher Rechtsanwalt und Politiker
- 2011: Jimmy Savile, britischer Discjockey und Fernsehmoderator der BBC
- 2012: J. Bernlef, niederländischer Schriftsteller
- 2012: Cordelia Edvardson, schwedische Journalistin, Holocaustüberlebende
- 2017: Linda Nochlin, US-amerikanische Kunsthistorikerin und Essayistin
- 2019: John Witherspoon, US-amerikanischer Schauspieler
- 2023: Rutt Hinrikus, estnische Literaturwissenschaftlerin und Kritikerin
- 2024ː Teri Garr, US-amerikanische Schauspielerin
- 2024: Matilde Lorenzi, italienische Skirennläuferin
- 2024ː Suzanne Osten, schwedische Regisseurin

## Feier- und Gedenktage
- Kirchliche Gedenktage
  - Henry Dunant, Schweizer Gründer des Roten Kreuzes (evangelisch)
  - Hl. Ferrutius, römischer Soldat und Märtyrer (römisch-katholisch)
  - Berengar von Vornbach, erster Abt des Klosters Vornbach
- Staatliche Feier- und Gedenktage
  - Türkei: Feiertag der Republik (1923)

Weitere Einträge enthält die Liste von Gedenk- und Aktionstagen.